# Antoine de Rochebrune
Pour les articles homonymes, voir Rochebrune.
Mgr Antoine Roulhac de Rochebrune ou simplement Antoine de Rochebrune, né le 18 février 1964 à Floirac, est un prêtre catholique français. Il est le vicaire pour la France de l'Opus Dei de 1999 à 2020.  
Depuis 2020, il est le vicaire de l'Opus Dei au Canada.  

## Biographie
Ingénieur en génie électrique depuis 1986, il commence sa carrière chez Merlin Gerin (Schneider Electric) à Grenoble de 1987 à 1990, et devient Docteur Ingénieur en génie électrique. Ordonné prêtre pour l'Opus Dei le 15 septembre 1995 à Rome, il devient en 1996 docteur en théologie dogmatique à l'Université Pontificale de la Sainte Croix. Le pape Benoît XVI le fait Chapelain de Sa Sainteté le 6 mars 2006 (ce qui lui confère le titre de Monseigneur).
Il est nommé Vicaire régional de la prélature de l'Opus Dei en France en 1999. Puis est remplacé à cette charge en 2020 par l'abbé Chatanay. 
Depuis 2020, il est vicaire de l'Opus Dei au Canada. 

## Ouvrage
- (fr)  Opus Dei, confidences inédites, avec Philippe Legrand. Le Cherche-Midi, 2016.